# منتدى كوهيليت للسياسات
منتدى كوهيليت للسياسات The Kohelet Policy Forum ; (بالعبرية: פורום קהלת‏) ) هي مؤسسة فكرية إسرائيلية محافظة يمينية غير ربحية. تأسس في يناير 2012 من قبل البروفيسور موشيه كوبل، الذي يشغل الآن منصب رئيس المنتدى، إلى جانب العديد من الأكاديميين الإسرائيليين مثل أبراهام ديسكين وآفي بيل وإيمانويل نافون وإسحاق كلاين، وشخصيات عامة ومثقفين ونشطاء. وعلى مدار العقد الذي تلا تأسيسه، تطوَّر المركز بفضل جهود 140 باحثا يعملون في مقره الرئيس الكائن في حي "جفعات شاؤول" بالقدس المحتلة.
وفقًا لموقعها على الإنترنت، يمتلك منتدى كوهيليت للسياسات ثلاثة أهداف رئيسية: تأمين مستقبل إسرائيل كدولة قومية للشعب اليهودي، وتعزيز الديمقراطية التمثيلية، وتوسيع مبادئ الحرية الفردية والسوق الحرة في إسرائيل. سعياً وراء الهدف الأول، روج المنتدى لاقتراح القانون الأساسي: إسرائيل كدولة قومية للشعب اليهودي. تستند نظرة المنتدى للعالم إلى القومية والسوق الحرة وتعزيز الهيمنة الشعبوية المستندة إلى الانتخابات دون وصاية قضائية ودستورية، وهو مزيج يُشبه أفكار أقصى اليمين في الولايات المتحدة.

## السياسة القضائية
يشجع المنتدى المساءلة الديمقراطية والمسؤولية القضائية، مع تثبيط النشاط القضائي الجائر وإضفاء الشرعية غير المبررة على المجال العام. يدعم عملهم الإصلاح القضائي لعام 2023 في إسرائيل، على الرغم من أن الرئيس كوبل قد عارض "شرط التجاوز". ومع ذلك، فإن منتدى كوهيليت للسياساتلا تعارض المحكمة العليا كمؤسسة وقد قدمت مذكرات صديقة للمحكمة في عدد من الاستئنافات.[الاستشهاد غير موجود]

## السياسة الاقتصادية
وحدة السياسة الاقتصادية في وحدة مخصصة داخل منتدى كوهيليت للسياسات تركز بشكل خاص على السعي لتحقيق الهدف الثالث وهو توسيع الحرية الفردية ومبادئ السوق الحرة. للمركز برئاسة المسؤول الكبير السابق في وزارة الخزانة مايكل ساريل، لديه طاقم من الاقتصاديين ونشر عشرات الأوراق السياسية التفصيلية حول السياسات الاقتصادية في إسرائيل. في تموز (يوليو) 2021، كتبت زهافا غالون في صحيفة هآرتس أن منتدى كوهيلت السياسي "بتمويل أجنبي، يحاول تحويل إسرائيل إلى دولة أصولية تحت ستار الليبرالية ".

## شبكة العلاقات
أسست منتدى كوهيليت للسياسات منتدى Shiloh Policy Forum، وهي منظمة استيطانية، ودفعت رواتب ثلاثة من موظفيها. في فبراير 2023، أصبح زميل أبحاث كوهيلت أفيتال بن شلومو المدير العام لوزارة التربية والتعليم في إسرائيل. كلا مؤسسي الجيل التالي - الآباء للاختيار في التعليم هم باحثون في منتدى كوهيليت للسياسات. العديد من المنظمات غير الحكومية الأخرى، بما في ذلك الائتلاف من أجل الاستقلال في التعليم، واختيار التعليم، و Tacharut - الحركة من أجل حرية العمل (التي تعمل ضد الهستدروت )، و Interes - لوبيكم في الكنيست، Hamerchav Shelanu ("مساحتنا")، أيضًا جزء من شبكة منتدى كوهيليت للسياسات، على الرغم من عدم نشر الروابط على نطاق واسع. دربت منتدى كوهيليت للسياساتمجموعة من المجموعات المناهضة لـ LGBTQ. يرتبط منتدى المجتمع المدني بـ منتدى كوهيليت للسياسات. عمل مركز سياسة الهجرة الإسرائيلي جنبًا إلى جنب مع منتدى كوهيليت للسياسات. 

## اعماله واصداراته
كانن المنتدى وراء تمرير القانون الأساسي لدولة الاحتلال، وتعريفها على أنها دولة قومية للشعب اليهودي، الذي أقرَّه الكنيست عام 2018. كما أعطى المنتدى مايك بومبيو"، وزير خارجية الرئيس الأميركي السابق دونالد ترامب، الحجج القانونية الواهية التي استند إليها في إعلان الولايات المتحدة حينئذ أن المستوطنات الإسرائيلية في الضفة الغربية المحتلة ليست انتهاكا للقانون الدولي في نظرها. ودعم المركز أيضا التشريعات الأميركية التي من شأنها أن تجعل حملات المقاطعة ضد الأنشطة الاقتصادية للاحتلال غير قانونية، ودعم أوراقا بحثية بقيمة 1.3 مليون شيكل لمساعدة وزير الاقتصاد نير بركات، الذي يتبنى خطة لزيادة المستوطنات وُضِعَت تفاصيلها داخل أروقة المنتدى.  وشارك في وضع خطة حكومة نتنياهو لإعادة تعريف القضاء الإسرائيلي ودوره في الحياة الدستورية

## الموارد
وفقًا لحسابها الخاص فان المنتدى هو منظمة غير حكومية تعتمد فقط على التبرعات الخاصة ولا تقبل الأموال العامة من أي حكومة، محلية أو أجنبية.  تم تقديم أكبر التبرعات دون الكشف عن هويتها، وبلغت عدة ملايين من الدولارات تم إرسالها من خلال منظمة أمريكية غير ربحية تسمى American Friends of Kohelet Policy Forum.  قدم مقال استقصائي نُشر في صحيفة هآرتس تخمينات تتعلق بهوية بعض المتبرعين الرئيسيين، لكن لا المنتدى ولا الأفراد المذكورين في المقال أكدوا هذه التخمينات.   البحث التشريعي للمنتدى، الأوراق السياسية، والمنتجات البحثية الأخرى  متاحة لصناع القرار الإسرائيليين مجانًا.
وتأتي يعض التبرعات من الملياردير الجمهوري "جيفري ياس [الإنجليزية]"، صاحب المرتبة 45 عالميا و23 أميركيا في قائمة فوربس لأثرياء العالم بثروة تقترب من 30 مليار دولار، والذي احتل المرتبة السادسة في قائمة المانحين لجميع المرشحين الجمهوريين للرئاسة عام 2020 وفقا لموقع أوبِن سيكرِتس، حيث تبرع لمنتدى كوهيليت في عام 2020 بمبلغ قدره 22 مليون دولار. ومن الداعمين ايضا آرثر دانتشيك [الإنجليزية]، أحد مؤسسي شركة سسكويهانا الدولية [الإنجليزية]، الذي يحتل المرتبة 104 في قائمة مجلة فوربس لأغنى الأشخاص في الولايات المتحدة، بثروة تبلغ 7.5 مليارات دولار.

## احتجاجات 2023
في صباح 9 مارس/آذار 2023 ، اختار "إيشيل كلاينهاوس" تظاهر نحو 100 من في الوحدات القتالية بجيش اسرائيل أمام مقر "منتدى كوهيليت للسياسات" في القدس المحتلة، الذي يعتبره كثيرون المخطط الرئيسي لخطط حكومة نتنياهو، لا سيما إضعاف المحكمة العليا في دولة الاحتلال. وقد وقف كلاينهاوس هاتفا بشعارات مناهضة للتعديلات القضائية، ولوَّح مع عدد من المتظاهرين بالأعلام الإسرائيلية، وقذفوا مقرَّ المنتدى بكومات من القمامة.

## السياسة الاجتماعية والاقتصادية
يدعم المنتدى النهج التحرري للسياسة الاقتصادية، ويعزز مبادئ السوق الحرة في إسرائيل، بما في ذلك إلغاء القيود التنظيمية، وتقليص نطاق الحكومة وإزالة العوائق أمام التجارة الحرة مثل التعريفات الجمركية والحصص ومتطلبات الترخيص.
وانتقد أحد التقارير التي نشرها المنتدى عام 2018 المزايا المخصصة للأسر ذات الوالد الوحيد في إسرائيل، بدعوى أنها تشكل حافزًا اقتصاديًا للنساء ليصبحن أمهات عازبات. واقترح التقرير ضرورة تخفيض هذه المزايا أو إلغائها، وتشجيع الأمهات العازبات على العمل بشكل أكبر والاعتماد بشكل أقل على الدولة.

## الاوضاع السياسية

### الدستورية
روج منتدى كوهليت لمشروع قانون الدولة القومية. كما قدم مذكرات استشارية صديقة للمحكمة في عدد من الطعون.

#### الإصلاح القضائي
اصدر المنتدى أوراق السياسات التي تدعم الإصلاح القضائي الإسرائيلي المرتقب عام 2023، والذي يتضمن منح الحكومة السيطرة على التعيينات القضائية، والحد من المراجعة القضائية للقوانين وقرارات الحكومة، و"بند التجاوز" الذي يهدف إلى السماح للكنيست بإلغاء قرارات المحكمة العليا بأغلبية 61 من أصل 120 صوت، والحد من سلطة الحكومة والمستشارين القانونيين الوزاريين.

## انظر ايضا
- الإصلاح القضائي في إسرائيل
- موشيه كوبيل
- ياريف ليفين
- سيمحا روثمان
- آفي ماعوز
- مئير روبين
- المعهد الإسرائيلي للديمقراطية
- جامعة يشيفا
- جامعة بار إيلان

### باللغة العربية
1. 1 2 3 4  عوف، ميرفت. "منتدى كوهيليت.. مليارديرات أميركا الذين يجعلون إسرائيل أكثر تطرفا". الجزيرة نت. مؤرشف من الأصل في 2024-03-25. اطلع عليه بتاريخ 2024-07-06.
2. ↑  عوف، ميرفت. "هل تشهد إسرائيل انقلابا عسكريا؟". ميدان الجزيرة. مؤرشف من الأصل في 2023-03-28. اطلع عليه بتاريخ 2023-03-28.

<ref group="ar">

### بلغات أجنبية
1. ↑  David M. Weinberg: How did Kohelet Forum become Israel's dynamic think tank? جيروزاليم بوست, 3 December 2022. نسخة محفوظة 2023-03-20 على موقع واي باك مشين.
2. ↑  Shuki Sadeh: "The Right-wing Think Tank That Quietly ‘Runs the Knesset’." In: هاآرتس, 5 October 2018
3. ↑  Meirav Arlosoroff: "Israel’s Most Influential Think Tank Puts Agenda Over Data." In: Haaretz, 22 January 2023
4. ↑  Philissa Cramer and Ron Kampeas: Advocates for Netanyahu's judicial reforms are increasingly pressing their case in English Jewish Telegraphic Agency, 26 January 2023 نسخة محفوظة 2023-03-12 على موقع واي باك مشين.
5. ↑  [Jewish American tycoons are financing far-right policies in the US and Israel] ميدل إيست مونيتور, 12 March 2021.
6. ↑  "Kohelet Policy Forum - Home Page". Kohelet.org.il. 16 يوليو 2008. مؤرشف من الأصل في 2014-05-15. اطلع عليه بتاريخ 2014-05-19.
7. ↑  Misgav، Uri (23 فبراير 2014). "Bennett urges 'zero tolerance' for Israeli Arabs' national aspirations". Haaretz. مؤرشف من الأصل في 2023-03-28. اطلع عليه بتاريخ 2014-05-19.
8. ↑  Jeremy، Yonah (23 فبراير 2014). "Bennett: Zero tolerance for national identity besides Jewish". The Jerusalem Post. مؤرشف من الأصل في 2023-03-28. اطلع عليه بتاريخ 2014-05-19.
9. ↑  Wolfson, Brian (25 Jan 2023). "Meet the Israeli Organization Behind the Legislation to Subvert Israeli Democracy, and the American Billionaires that Fund It". J Street: The Political Home for Pro-Israel, Pro-Peace, Pro-Democracy Americans (بالإنجليزية الأمريكية). Archived from the original on 2023-03-27. Retrieved 2023-04-01.
10. ↑  "Kohelet Policy Forum - Home Page". Kohelet.org.il. 16 يوليو 2008. مؤرشف من الأصل في 2014-05-15. اطلع عليه بتاريخ 2014-05-19.
11. ↑  Israeli Supreme Court decision 9149/10 regarding KPF's application to join as friend of the court نسخة محفوظة 2023-02-16 على موقع واي باك مشين.
12. ↑  Zehava Galon: חברה חופשית אינה מחביאה את הנשים בה / Gender Segregation at Jerusalem’s Hebrew University Is Just the Start Haaretz, 4 July 2021. نسخة محفوظة 2021-08-18 على موقع واي باك مشين.
13. ↑  Shuki Sadeh: הזרועות של קהלת: אלה העמותות והגופים שפועלים סביב הגוף המשפיע בימין In: Haaretz, 2 February 2023 / "The Kohelet Tentacles: Inside the Web Surrounding the Right-wing Think Tank." In: Haaretz, 12 February 2023.
14. ↑  LacyFebruary 16 2023, Akela LacyAkela; P.m, 4:11. "GOP Megadonor Is Funding a Far-Right Israeli Think Tank — and Establishment Democrats". The Intercept (بالإنجليزية). Archived from the original on 2023-03-19. Retrieved 2023-04-01. {{استشهاد ويب}}: الوسيط |الأول2= يحوي أسماء رقمية (help)صيانة الاستشهاد: أسماء عددية: قائمة المؤلفين (link)
15. ↑  "פורום קהלת (ע"ר)". Kohelet.org.il. 16 يوليو 2008. مؤرشف من الأصل في 2018-10-06. اطلع عليه بتاريخ 2014-05-19.
16. ↑  Shuki Sadeh (5 أكتوبر 2018). "The Right-wing Think Tank That Quietly 'Runs the Knesset'". Haaretz. مؤرشف من الأصل في 2023-03-28. اطلع عليه بتاريخ 2023-03-28.{{استشهاد بخبر}}:  صيانة الاستشهاد: BOT: original URL status unknown (link)
17. ↑  "Jewish American tycoons are financing far-right policies in the US and Israel". Middle East Monitor (بالإنجليزية البريطانية). 12 Mar 2021. Archived from the original on 2023-03-28. Retrieved 2021-03-16.
18. ↑  "The U.S. billionaires secretly funding the right-wing effort to reshape Israel". Haaretz (بالإنجليزية). Archived from the original on 2023-03-24. Retrieved 2021-03-16.
19. ↑  Jerusalem Post, Dr. Aviad Bakshi, the director of legal affairs at the Kohelet Policy Forum who argues that Arabic is not an official language in practice نسخة محفوظة 2022-12-07 على موقع واي باك مشين.
20. ↑  Burke, Justin Elliott,Jesse Eisinger,Paul Kiel,Jeff Ernsthausen,Doris. "Meet the Billionaire and Rising GOP Mega-Donor Who's Gaming the Tax System". ProPublica (بالإنجليزية). Archived from the original on 2023-04-02. Retrieved 2023-04-02.{{استشهاد ويب}}:  صيانة الاستشهاد: أسماء متعددة: قائمة المؤلفين (link)
21. ↑  David M. Weinberg (12 أغسطس 2022). "The Kohelet Forum's feat". Israel Hayom. مؤرشف من الأصل في 2023-05-06. اطلع عليه بتاريخ 2023-05-06. (David M. Weinberg is a senior fellow at The Kohelet Forum.)
22. ↑  adva (18 Nov 2018). "The Latest Enemy of Neo-Liberals: Single Mothers". Adva Center (بالإنجليزية الأمريكية). Archived from the original on 2023-05-24. Retrieved 2023-05-24.
23. ↑  Eugene Kontorovich (19 يوليو 2018). "Get Over It—Israel Is the Jewish State". The Wall Street Journal. مؤرشف من الأصل في 2023-05-06. اطلع عليه بتاريخ 2023-05-06.
24. ↑  Israeli Supreme Court decision 9149/10 regarding KPF's application to join as friend of the court نسخة محفوظة 2023-02-16 على موقع واي باك مشين.{dl}
25. ↑  הצעת חוק היועמ"שים: "הייעוץ המשפטי לא יחייב את רה"מ והשרים" [The ombudsmen's bill: 'The legal advice will not bind the Prime Minister and the ministers']. Haaretz (بالعبرية). مؤرشف من الأصل في 2023-01-12. اطلع عليه بتاريخ 2023-05-06.

## روابط خارجية
- الموقع الرسمي
- منتدى كوهيليت.. مليارديرات أميركا الذين يجعلون إسرائيل أكثر تطرفا